# Concepto biológico de especie
El problema de las especies es el conjunto de preguntas que surgen cuando los biólogos intentan definir qué es una especie . Esta definición se denomina concepto de especie ; hay al menos 26 conceptos de especies reconocidos. Un concepto de especie que funciona bien para organismos que se reproducen sexualmente , como las aves, puede ser inútil para las especies que se reproducen asexualmente , como las bacterias. El estudio científico del problema de las especies se ha denominado microtaxonomía .
Una pregunta común, pero a veces difícil, es cuál es la mejor manera de decidir a qué especie pertenece un organismo , ya que es posible que los grupos aislados reproductivamente no sean fácilmente reconocibles y que existan especies crípticas . Hay un continuo desde el aislamiento reproductivo sin mestizaje hasta la panmixis , el mestizaje ilimitado. Las poblaciones pueden avanzar o retroceder a lo largo de este continuo, en cualquier punto cumpliendo los criterios para uno u otro concepto de especie, y fallando en otros.
Muchos de los debates sobre especies tocan temas filosóficos, como nominalismo y realismo, y temas de lenguaje y cognición .
El significado actual de la frase "problema de las especies" es bastante diferente de lo que Charles Darwin y otros quisieron decir durante el siglo XIX y principios del XX. Para Darwin, el problema de las especies era la cuestión de cómo surgían nuevas especies. Sin embargo, Darwin fue una de las primeras personas en cuestionar qué tan bien definidas están las especies, dado que cambian constantemente.

## Historia

### Antes de Darwin
La idea de que un organismo se reproduce dando a luz a un organismo similar, o produciendo semillas que crecen en un organismo similar, se remonta a los primeros días de la agricultura. Si bien la gente tendía a pensar en esto como un proceso relativamente estable, muchos pensaban que el cambio era posible. El término especie se usó simplemente como un término para un tipo o tipo de organismo, hasta que en 1686 John Ray introdujo el concepto biológico de que las especies se distinguían por producir siempre la misma especie, y esto era fijo y permanente, aunque era posible una variación considerable dentro una especie.  Carolus Linnaeus (1707-1778) formalizó el rango taxonómico de las especies e ideó el sistema de denominación de dos partes de nomenclatura binomial que usamos hoy. Sin embargo, esto no evitó los desacuerdos sobre la mejor manera de identificar las especies.
La historia de las definiciones del término especie  revela que las semillas del debate moderno sobre especies estaban vivas y creciendo mucho antes de Darwin.
La visión tradicional, que fue desarrollada por Cain, Mayr y Hull a mediados del siglo XX, afirma que hasta el 'Origen de las especies' de Charles Darwin, tanto la filosofía como la biología consideraban a las especies como tipos naturales invariables con características esenciales. Esta ' historia del esencialismo ' fue adoptada por muchos autores, pero cuestionada desde el principio por una minoría ... cuando Aristóteles y los primeros naturalistas escribieron sobre las esencias de las especies, se referían a 'funciones' esenciales, no a 'propiedades' esenciales. Richards señaló [Richard A. Richards, El problema de las especies: un análisis filosófico, Cambridge University Press, 2010] que Linnaeus vio a las especies como eternamente fijadas en su primera publicación de 1735, pero solo unos años más tarde descubrió la hibridación como un modo de especiación.

### De Darwin a Mayr
El famoso libro de Charles Darwin Sobre el origen de las especies (1859) ofreció una explicación de cómo evolucionan las especies , con tiempo suficiente. Aunque Darwin no proporcionó detalles sobre cómo las especies se pueden dividir en dos, consideró la especiación como un proceso gradual . Si Darwin estaba en lo cierto, entonces, cuando se están formando nuevas especies incipientes , debe haber un período de tiempo en el que aún no sean lo suficientemente distintas para ser reconocidas como especies. La teoría de Darwin sugirió que a menudo no habría un hecho objetivo del asunto, sobre si había una o dos especies.
El libro de Darwin desencadenó una crisis de incertidumbre para algunos biólogos sobre la objetividad de las especies, y algunos llegaron a preguntarse si las especies individuales podrían ser objetivamente reales, es decir, tener una existencia que sea independiente del observador humano.
En las décadas de 1920 y 1930, la teoría de la herencia de Mendel y la teoría de la evolución por selección natural de Darwin se unieron en lo que se llamó la síntesis moderna. Esta conjunción de teorías también tuvo un gran impacto en cómo piensan los biólogos sobre las especies. Edward Poulton anticipó muchas ideas sobre especies que hoy en día son bien aceptadas y que más tarde fueron desarrolladas de manera más completa por Theodosius Dobzhansky y Ernst Mayr , dos de los arquitectos de la síntesis moderna. El libro de Dobzhansky de 1937 articuló los procesos genéticos que ocurren cuando las especies incipientes comienzan a divergir. En particular, Dobzhansky describió el papel fundamental, para la formación de nuevas especies, de la evolución del aislamiento reproductivo .

### Concepto de especie biológica de Mayr
El libro de Ernst Mayr de 1942 fue un punto de inflexión para el problema de las especies. En él, escribió sobre cómo diferentes investigadores abordan la identificación de especies, y caracterizó sus enfoques como conceptos de especies. Abogó por lo que llegó a ser llamado el Concepto de Especies Biológicas (BSC), que una especie consiste en poblaciones de organismos que pueden reproducirse entre sí y que están aislados reproductivamente de otras poblaciones, aunque no fue el primero en definir "especie", sobre la base de la compatibilidad reproductiva. Por ejemplo, Mayr analiza cómo Buffon propuso este tipo de definición de "especie" en 1753. Theodosius Dobzhanskyfue contemporáneo de Mayr y autor de un libro clásico sobre los orígenes evolutivos de las barreras reproductivas entre especies, publicado unos años antes que Mayr.  Muchos biólogos dan crédito a Dobzhansky y Mayr conjuntamente por enfatizar el aislamiento reproductivo.
Después del libro de Mayr, se introdujeron unas dos docenas de conceptos de especies. Algunos, como el concepto de especie filogenética (PSC), fueron diseñados para ser más útiles que el BSC para describir especies. Muchos autores han profesado "resolver" o "disolver" el problema de las especies.  Algunos han argumentado que el problema de las especies es demasiado multidimensional para ser "resuelto" por un solo concepto. Desde la década de 1990, otros han argumentado que los conceptos destinados a ayudar a describir las especies no han ayudado a resolver el problema de las especies.  Aunque Mayr promovió el BSC para su uso en sistemática , algunos sistemáticos la han criticado por no ser operativa. Para otros, el BSC es la definición preferida de especie. Muchos genetistas que trabajan en la especiación prefieren el BSC porque enfatiza el papel del aislamiento reproductivo. Se ha argumentado que el BSC es una consecuencia natural del efecto de la reproducción sexual en la dinámica de la selección natural. 